# Marianne Eriksson
För konstnärer med samma namn, se Marianne Eriksson (född 1934) eller Marianne Eriksson (född 1952).
Jane Marianne Eriksson, född 17 maj 1952 i Brännkyrka församling i Stockholms stad, är en svensk politiker. Hon var ledamot av Europaparlamentet mellan 1995 och 2004 för Vänsterpartiet. Som EU-parlamentariker var hon engagerad i Utskottet för kvinnors rättigheter och jämställdhetsfrågor, i vilket hon var vice ordförande 1999–2004.
Marianne Eriksson lämnade Vänsterpartiet 2016 på grund av skiljaktigheter med partiledningen.